# Stazione di Ferrandina-Pomarico-Miglionico
Stazione di Ferrandina-Pomarico-Miglionico vasútállomás Olaszországban, Ferrandina településen.

## Vasútvonalak
Az állomást az alábbi vasútvonalak érintik:
- Salerno–Potenza-vasútvonal
- Ferrandina-Matera-vasútvonal

## Kapcsolódó állomások
A vasútállomáshoz az alábbi állomások vannak a legközelebb:
- Stazione di Pisticci
- Stazione di Salandra-Grottole